# Aurlfing
Aurlfing ist der nördlichste Ortsteil der Gemeinde Bockhorn im Landkreis Erding in Oberbayern. 

## Geografie
Der Weiler liegt knapp drei Kilometer nördlich von Bockhorn am Fuß des Leitenberges. Die Strogen durchfließt den Ort. Neben dem Altort gibt es westlich und südlich noch einige verstreute Anwesen.

## Verkehr
Die Bundesstraße 388 verläuft einen Kilometer südlich.